# James Hamilton, 6:e hertig av Hamilton
James Hamilton, 6:e hertig av Hamilton, född 1724, död 1758, var en brittisk ädling.

## Biografi
James Hamilton var son till James Hamilton, 5:e hertig av Hamilton och hans första fru, lady Anne Cochrane. Hamilton utbildades vid Winchester College och i Oxford. År 1752 träffade han sin fru,  Elizabeth Gunning (1733–1790), vid en sammankomst på Bedford House i London. Det blev kärlek vid första ögonkastet, så till den grad att han ville gifta sig med henne samma kväll. Den förste präst de tillkallade vägrade viga dem, men strax därefter blev de vigda i Mayfair Chapel av en inte så nogräknad präst, med en vigselring tagen från ett sparlakan.
Hertigen dog av en svår förkylning efter en jakttur i januari 1758 och begravdes i familjens mausoleum på släktgodset Hamilton Palace i Skottland.
Barn:
- Lady Elizabeth Douglas-Hamilton (1753–1797) , gift med Edward Smith-Stanley, 12:e earl av Derby
- James Douglas-Hamilton, 7:e hertig av Hamilton (1755–1769)
- Douglas Douglas-Hamilton, 8:e hertig av Hamilton (1756–1799)